# Chloro(tétrahydrothiophène)or(I)
Le chloro(tétrahydrothiophène)or(I) est un complexe d'or de formule C4H8S–Au–Cl. C'est un point entrée commode à la chimie de l'or, comme son homologue au sulfure de diméthyle, le chloro(sulfure de diméthyle)or(I) (H3C)2SAuCl. Il adopte une géométrie linéaire, courante pour les composés d'or(I), et cristallise dans le système orthorhombique Pmc21, no  26 avec les paramètres a = 654,0(1) pm, b = 819,2(1) pm, c = 12,794(3) pm ; le bromo(tétrahydrothiophène)or(I) est isomorphe du chlorure.
Le ligand tétrahydrothiophène C4H8S est labile et peut être facilement remplacé par d'autres ligands pour former des complexes linéaires de chlorure d'or.
On peut obtenir le chloro(tétrahydrothiophène)or(I) en faisant réagir de l'acide chloraurique HAuCl4 avec du tétrahydrothiophène C4H8S :
HAuCl4 + 2 SC4H8 + H2O → AuCl(SC4H8) + OSC4H8 + 3 HCl.